# Javier Sotomayor
Javier Sotomayor Sanabria (Limonar, 13. listopada 1967.) je bivši kubanski atletičar koji je nastupao u skoku u vis. 
Visok je 194 cm. U 16 godini 1984. godine postavio je svjetski rekord u juniorskoj konkurenciji u Havani, preskočivši 2,33 m. Na Olimpijskim igrama te godine nije sudjelovao radi kubanskog bojkota igara. Godine 1993. ponovno obara svjetski rekord u Salamanci, preskočivši 2,45 m.